# Ponticola ratan
A Ponticola ratan a csontos halak (Osteichthyes) főosztályának a sugarasúszójú halak (Actinopterygii) osztályába, ezen belül a sügéralakúak (Perciformes) rendjébe, a gébfélék (Gobiidae) családjába és a Benthophilinae alcsaládjába tartozó faj.
A Ponticola csontoshal-nem típusfaja.

## Rendszertani besorolása
Korábban a Neogobius nevű halnembe volt besorolva.

## Előfordulása
A Ponticola ratan eurázsiai gébféle, amely megtalálható a Fekete-, az Azovi- és a Kaszpi-tengerben is.

## Alfaja
Csak egy elismert alfaja létezik, a Ponticola ratan goebeli; ez az alfaj a Kaszpi-tenger délnyugati részén fordul elő.

## Megjelenése
Ez a hal legfeljebb 20 centiméter hosszú.

## Életmódja
Mérsékelt övi fenéklakó gébféle, amely egyaránt megél a sós- és brakkvízben is. A köves és törmelékes élőhelyet kedveli. Tápláléka főleg rákok és kisebb halak.